# КрАЗ-257
КрАЗ-257 — советский крупнотоннажный грузовой автомобиль второго поколения, выпускавшийся Кременчугским автомобильным заводом (КрАЗ) в 1965—1995 годах. Государственный Знак качества получил в 1975 году. Всего было выпущено более 750 тысяч базовых моделей и их модификаций.

## История создания
КрАЗ-257 начали разрабатывать в начале 1960-х годов для замены КрАЗ-219.
Линейка КрАЗ-257 отличалась от предшественников более современным дизельным двигателем и рядом конструктивных изменений и дополнений. Основные модели:
- КрАЗ-257 — базовая модель, шасси и бортовой
- КрАЗ-258 — седельный тягач
- КрАЗ-256 — самосвал

В 1985 году в конструкцию выпускаемых автомобилей внесли улучшения: была освоена новая конструкция осей балансирных подвесок, разработанная специалистами КрАЗ совместно с Днепропетровским металлургическим институтом (замена сплошной оси на ось, изготовленную из толстостенной стальной трубы позволила увеличить ресурс детали с 1,265 млн до 1,383 млн циклов нагружения), в конструкции платформ перешли от использования горячекатаного листа толщиной 3 мм к использованию холодногнутых профилей толщиной 2,5 мм (что позволило повысить прочность и жёсткость платформы, снизить массу платформы для КрАЗ-257 на 34 кг и уменьшить расход металла), для изготовления колёс рулевого управления вместо ацетобутиратцеллюлозного этрола стали использовать морозостойкий полипропилен «Сильпон-4». Была также усовершенствована топливная система двигателя.
В январе 1988 года с целью унификации производства деталей грузовых автомашин ЦКТБ колёсного производства поставило задачу автозаводам КрАЗ и МАЗ унифицировать присоединительные размеры колёс 8,5-20 для автомашин КрАЗ-257 и МАЗ-64221 и использовать единые колёса 8,5-20 с креплением стандарта ИСО.
В первом полугодии 1988 года работы по увеличению ресурса деталей выпускаемых автомашин продолжались: была обновлена топливная система двигателя, повышена износостойкость её деталей и пропускная способность, для повышения долговечности зубьев шестерён КПП началось изготовление деталей коробки переключения передач из новой марки стали 16ХГНАФА; для повышения долговечности трансмиссии началось изготовление среднемодульных шестерён в ведущих мостах из новой марки стали 20ХГНМТА.
Усреднённый ресурс КрАЗ-257 и КрАЗ-257Б1 до первого капитального ремонта составлял 190 тысяч км, после чего проведение капитального ремонта обеспечивало межремонтный ресурс на дополнительные 152 тысячи км.

## Описание конструкции
Автомобиль получил пятиступенчатую механическую коробку передач.
Кабина — трёхместная, с деревянным каркасом и металлической обшивкой; расположена за двигателем.
Кузов — бортовая платформа с откидными деревянными боковыми и задним бортами.
Колёса дисковые, шины — пневматические, камерные (размер шин — 12,00—20 (320—508), внутренние размеры — 5770 × 2450 мм).
Дополнительное оборудование: предпусковой подогреватель двигателя, буксирный прибор двухстороннего действия с запорным замком.

## Варианты и модификации
- КрАЗ-257 — базовая модель, бортовой грузовик, выпуск был начат в 1965 году[11] и завершён в 1977 году. Масса буксируемого прицепа до 16 600 кг, максимальная скорость 62 км/ч. К 1977 году ресурс серийных КрАЗ-257 был увеличен до 180 тыс. км[12]
- КрАЗ-257Ш — шасси под специальное оборудование[13]
- КрАЗ-257С — серийная модификация КрАЗ-257 для работы на Крайнем Севере при температурах воздуха до −60 °C, первый экземпляр был представлен на выставке «Автопром-77». Имел трёхместную кабину с электрообогреваемыми ветровыми стёклами, двойным остеклением дверей, уплотнением дверных проемов кабины двойными уплотнителями и улучшенной теплоизоляцией всех панелей кабины; дополнительный независимый отопитель кабины, работающий на дизельном топливе; систему вентиляции кабины через воздухозаборник основного и дополнительного отопителей, включенных в систему охлаждения двигателя[14]; морозостойкие резинотехнические изделия[15]
- КрАЗ-257Б1 — модернизированный вариант, отличался увеличенным ресурсом, наличием раздельного привода тормозов, пускового подогревателя ПЖД-448[1] и рядом других мелких усовершенствований. Масса буксируемого прицепа увеличена до 20 000 кг, максимальная скорость увеличена до 68 км/ч[1]. К концу 1984[1] — началу 1985 года ресурс серийных КрАЗ-257Б1 был увеличен до 210 тыс. км[16]. Выпускался с 1977 по 1994 годы.

### Специализированные машины на шасси КрАЗ-257

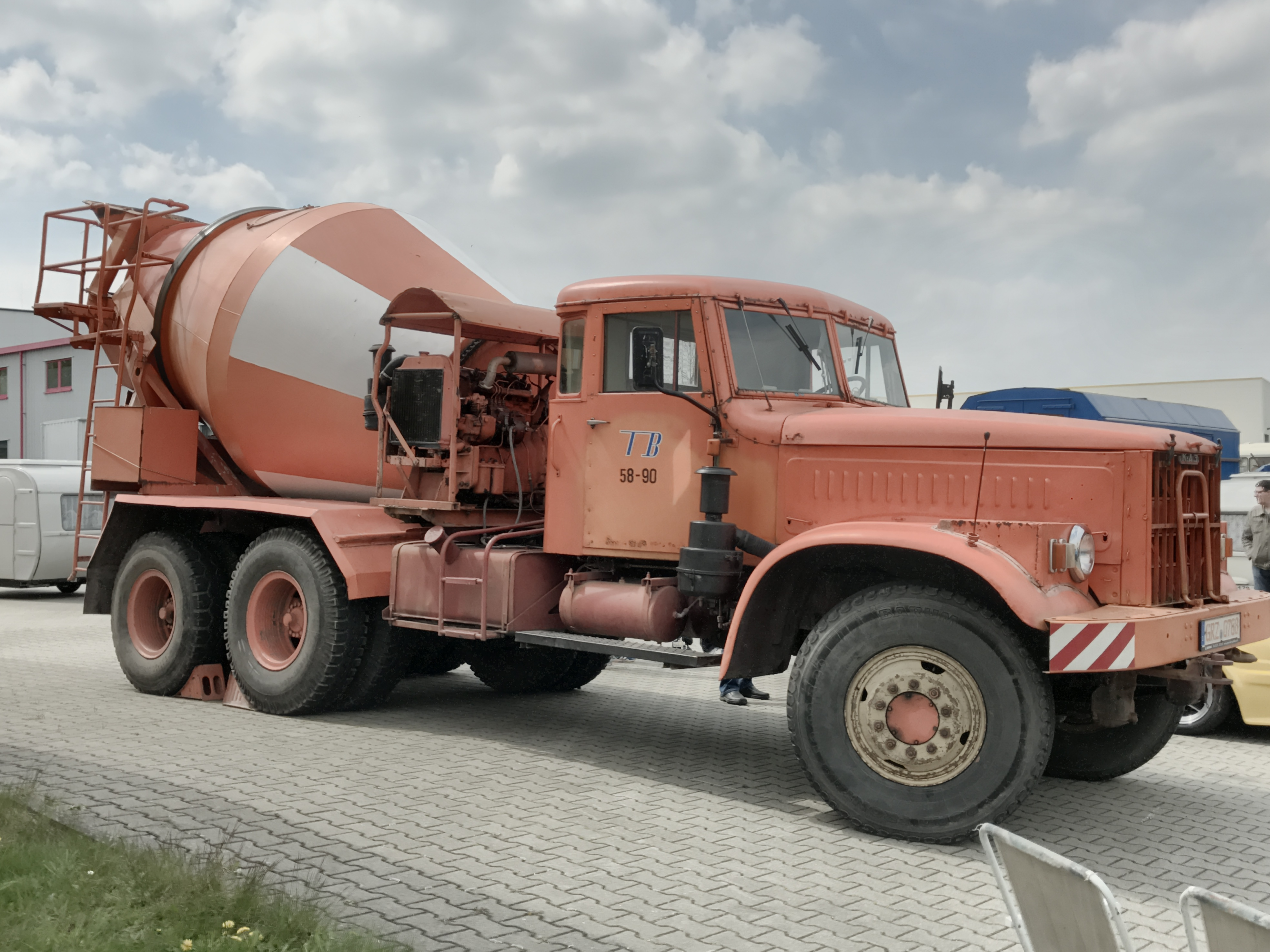
Автобетоносмеситель на шасси КрАЗ-257 (2017)

На базе автомобиля КрАЗ-257 были созданы седельный тягач КрАЗ-258 и самосвал КрАЗ-256Б. Все эти модели имели укороченную базу (4080+1400 мм) и были унифицированы по основным агрегатам и узлам.
Также, шасси КрАЗ-257 использовались для установки различного рода надстроек: бетоносмесителей, автокранов, буровых и копровых установок, цистерн для перевозки горючего, кислорода и азота, кислородозаправочных станций.
- АКДС-70 и АКДС-70М — станции для получения в полевых условиях из атмосферного воздуха жидкого медицинского кислорода, газообразного медицинского кислорода, жидкого и газообразного азота (каждая станция состоит из комплекта компрессорного и технологического оборудования, смонтированного в двух цельнометаллических кузовах на шасси автомобилей КрАЗ-257, вспомогательного оборудования, смонтированного в кузове с брезентовым тентом на шасси автомобиля ЗИЛ-131, и электростанции ЭСД-200-30Т/400М на шасси прицепа МАЗ-5224В)[17]

Оснащённый комплектом для движения по железнодорожной колее автомобиль-мотовоз КрАЗ-257 использовался в качестве замены маневрового тепловоза для перемещения по рельсам составов массой до 1000 тонн.